# アングル人

ユトランド半島南部でドイツのシュレースヴィヒ＝ホルシュタイン州のバルト海側のアンゲルン半島一帯の地図

アングル人（英:Angle ; 羅:Angli）またはアンゲルン人、アンゲル人（独:Angeln / Angel ; 蘭:Angelen）は、西方系ゲルマン人の一種族であり、ユトランド半島南部に位置するアンゲルン半島（ドイツのシュレースヴィヒ＝ホルシュタイン州の一部）の一帯に住んでいた人々を指す。その一部は6世紀頃にイングランド北東部に移住して幾つもの王国を建国し、後のアングロサクソン人の祖先となった。

## 概要
アングル人の存在は古代ローマの時代から知られていた。5世紀になると到来したデーン人から侵攻され、同じ西方系ゲルマン人であるサクソン人・ジュート人とともに北海を渡ってブリテン島に上陸し、先住民であったブリトン人を圧倒した。その中でもノーサンブリア王国、マーシア王国の王族はアングル人を祖とするとされる。やがてブリテン島には後世七王国時代と呼ばれる群雄割拠時代を迎えたが、この時代の初期はアングル人の王国が優勢だった。
アングル人とは系統が異なるゲルマン系の集団であるサクソン人の建てたウェセックス王国により七王国は統一されたが、北欧からデーン人（ノルマン人の一派）の進攻を受け、守勢側となった。この新たな侵略者デーン人に抗して、アングル人は近い系統（ゲルマン人）の民族のサクソン人と同化し、後にアングリアに住むサクソン人、すなわち、アングロ・サクソン人と呼ばれる集団を構成するようになった。

## 名前の由来
アングル人の名はブリテン島に定着する前の同民族の故地であるアンゲルン半島に由来すると考えられている。アンゲルンの地名の由来については、ゲルマン諸語において「狭い（水辺）」という意味を表す語根"eng-"（或いは"angh-"）が元になったとする見解や、印欧語の語根で「曲がった」という意味を表す"ang-"から派生したという見解など、複数の説がある。後者の説によれば、アンゲルンがその名で呼ばれることになった理由は同地が釣り針の形をしていることによるなどとされる。かつて英語の"angle"には釣り針の意味があったこともあり、この説は巷間でも広く知られている。アングル人についての現在確認されている最古の記録は古ラテン語によるタキトゥスの『ゲルマニア』におけるものであり、同書はアングル人を"Anglii"と呼んだ。その後、7世紀のローマ教皇グレゴリウス1世は"Anglii"に代えて短縮形の"Angli"の使用を推奨し、以降は"Angli"が中世ラテン語における標準的な表記となり、その他の諸語へとこの表記･呼称が波及していった。

## "イングランド"および"イングランド人"の語源として

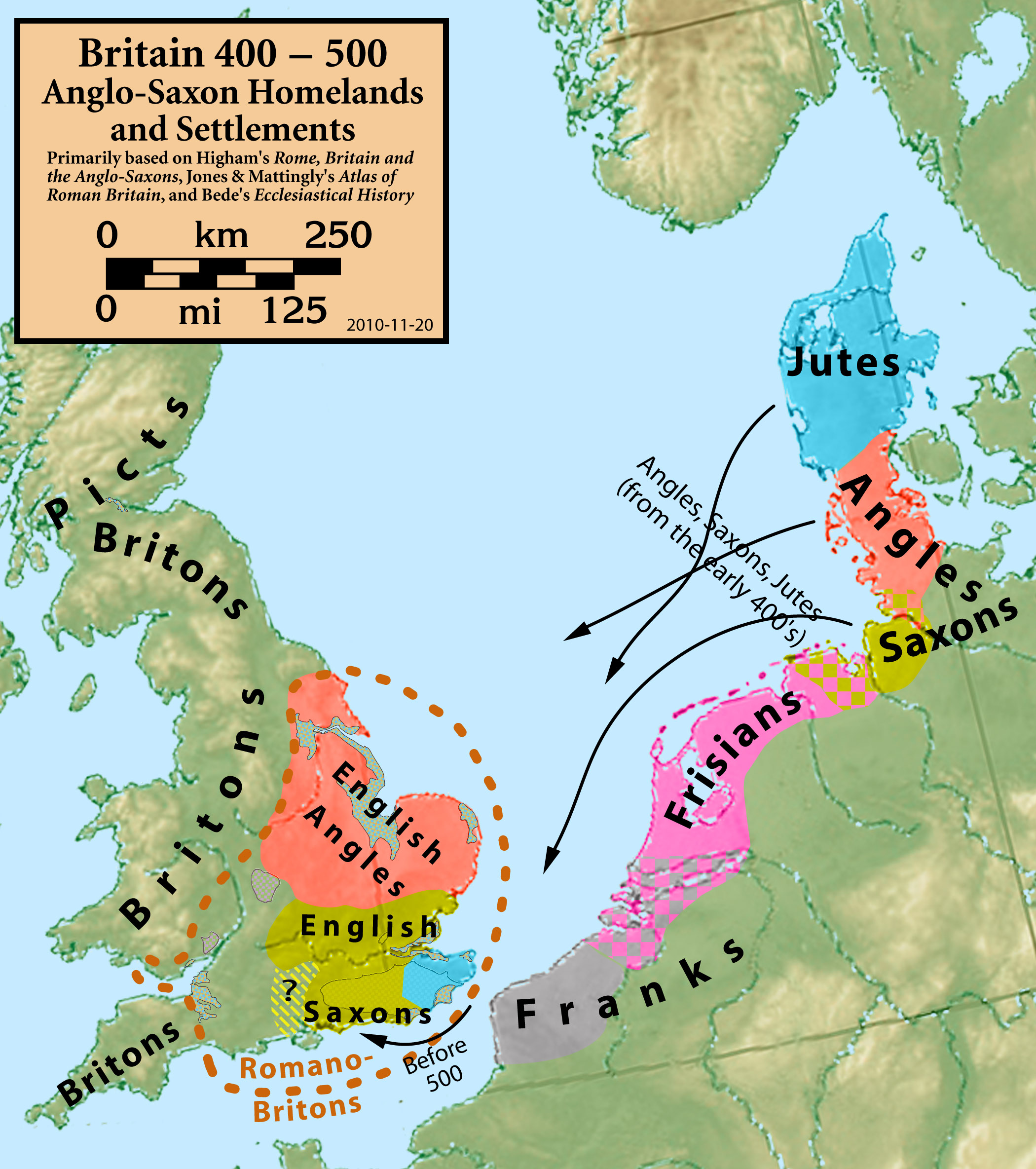
西暦400年代のユトランド半島からブリテン諸島への移住。
Jutes: ジュート人
Angles:アングル人
Saxons: サクソン人

アングル人の名は、イングランド(England)およびイングランド人(English)の名前の語源となったことが分かっている。
中世初期を通じてアングル人がブリテン島に定着するに伴い、ブリテン島の中部以南、現在のイングランドに相当する地を主に指してラテン語で"Anglia"（アングリア＝"Angli"の土地）と呼ぶようになったが、この"アングリア"は古英語の時代以降、様々な文献においてイングランド人の居住地やイングランド人、或いは時としてブリテン島全体を表す単語を使用する際に、翻訳・転用された。例を挙げれば、9世紀のアルフレッド大王はOrosius' history of the worldの翻訳に際してイングランド(人)を表すために "Angelcynn (-kin)"を用い、同時代のベーダ・ヴェネラビリスは"Angelfolc (-folk)"や"Engla Londe"を用いた。これら以外にも、Engel、Englan (イングランド人)、Englaland、Engliscなど、様々な派生形が用いられた。オックスフォード英語辞典によると、Englandの綴りが最初に使用されたのは1538年、またEnglishの語はEngliscから綴りが変化して定着したものとの事である。
なおフランス語では現在でも、「アングル人の土地」という意味の'Angleterre'という言葉がイングランドを指す際に使われる。
近世以降の宗教改革期のイングランド国教会のカトリック教会からの離脱に起源を持つ聖公会の英語での名称は、その歴史的な起源を反映して「アングリカン・チャーチ（アングル人の教会）」あるいは「アングリカニズム（アングル流の信仰）」となっている。また、近世以降に北アメリカ大陸にイングランドから多くの人が移民し、イングランドと歴史的・文化的な繋がりを長く持ち続けることとなったことから、ラテンアメリカと対比して同大陸をアングロアメリカ（アングル人の住むアメリカ）と呼ぶことがある。